# Albuca nelsonii
Albuca nelsonii là một loài thực vật có hoa trong họ Măng tây. Loài này được N.E.Br. mô tả khoa học đầu tiên năm 1880.